# Miriam Allen DeFord
Miriam Allen DeFord, née le 21 août 1888 à Philadelphie, en Pennsylvanie, et morte le 22 février 1975 à San Francisco, en Californie, est une femme de lettres américaine, auteure de science-fiction et de littérature policière.

## Biographie
Elle fait des études à l'université Temple de Philadelphie, tout en travaillant pour le journal North America. Dans les années 1920, elle est journaliste et publie des articles dans des journaux de la gauche américaine comme The Liberator, New Masses et Federated Press (en). Elle milite activement pour le contrôle des naissances pour les femmes.
Auteur prolifique, elle écrit de nombreux ouvrages et nouvelles policières et de science-fiction, en particulier dans The Magazine of Fantasy & Science Fiction, créé en 1949 par Anthony Boucher.
Ses nouvelles traduites en français sont publiées dans Mystère magazine, Le Saint détective magazine, Fiction et Alfred Hitchcock magazine.

## Œuvre

### Anthologie française de science-fiction
- La Maison fantastique[1], Paris, Nouvelles Éditions Oswald, coll. « Fantastique / SF / Aventure » no 212 (1988)  (ISBN 2-7304-0504-6)

### Nouvelles
- Little Bit (1920)
- The Accident (1921)
- The Ants (1923)
- Nowhere on Twilight Trail (1924)
- No More Work (1926)
- The Mystery of Mr. Orcutt (1927)
- The Strange Case of the Waring Family (1928)
- The Singular Death of Mrs. Kittredge (1928)
- The Man Who Was Killed Twice (1928)
- Quiet Mr. Atterbury (1928)
- The Sahdow (1928)
- The Sisters (1928)
- The Shark (1928)
- The Girl Detective (1928)
- Queen of the Night (1929)
- The Silver Knight (1930)
- The Oleander (1930) Publié en français sous le titre Le Laurier rose, Paris, Opta, Mystère magazine no 12 (janvier 1949) ; réédition, Paris, Fayard, Le Saint détective magazine no 80 (octobre 1961)
- The Letter (1933)
- American Code: Class of 1950 (1933)
- Railroad Journey (1934)
- Mortmain (1944) Publié en français sous le titre Bien de mainmorte, Paris, Opta, Mystère magazine no 2 (février 1948) ; réédition dans l'anthologie Les Chefs-d'œuvre du crime, Paris, Planète (1965)
- Something to Do with Figures (1945) Publié en français sous le titre Question de chiffres, Paris, Opta, Mystère magazine no 4 (avril 1948)
- Farewell to the Faulkners (1946) Publié en français sous le titre La famille Faulkner disparaît, Paris, Opta, Mystère magazine no 11 (décembre 1948)
- Left-Handed Murder  (1947) Publié en français sous le titre Une arme à deux tranchants, Paris, Opta, Mystère magazine no 21 (octobre 1949) ; réédition sous le titre Une arme à double tranchants dans le recueil Trente Recettes pour crimes parfaits, Nantes, L'Atalante, coll. « Bibliothèque de l'évasion » (1998)  (ISBN 2-84172-091-8)
- Murder Isn't Funny (1947)
- Best Is Best (1947)
- Death Sentence (1948) Publié en français sous le titre Condamné à mort, Paris, Opta, Mystère magazine no 23 (décembre 1949)
- The End of Line (1948)
- Musca Domestica (1948)
- Beyond the Sea of Death (1949) Publié en français sous le titre Le Grand Amour de Sophie Renford, Paris, Opta, Mystère magazine no 35 (décembre 1950) ; réédition sous le titre Par-delà les mers de la mort dans le recueil Histoires de fines mouches, Paris, Pocket no 3230 (1990)  (ISBN 2-266-03497-9)
- I Murdered a Man (1950) Publié en français sous le titre J'ai tué un homme, Paris, Opta, Mystère magazine no 120 (janvier 1958)
- The Mystery of the Vanished Brother (1950)
- The Forewarners (1952)
- De Crimine (1952) Publié en français sous le titre De Crimine, Paris, Opta, Mystère magazine no 79 (août 1954)
- The Children (1952)
- Top Secret (1953)
- The Crazy House (1953) Publié en français sous le titre La Maison fantastique, Paris, Opta, Mystère magazine no 90 (juillet 1955)
- The Judgment of En-Lil (1954) Publié en français sous le titre Le Jugement d'En-Lil, Paris, Opta, Mystère magazine no 101 (juin 1956)
- Danger - Women at Work (1956) Publié en français sous le titre Faibles Femmes..., Paris, Opta, Mystère magazine no 131 (décembre 1958)
- Time Trammel (1956) Publié en français sous le titre L'Avenant, Paris, Fiction no 148 (1966)
- The Cabin by the Bridge (1957)
- Walking Alone (1957) Publié en français sous le titre C'est moi qui l'ai tué, Paris, Fayard, Mystère magazine no 146 (mars 1960) ; réédition dans le recueil Histoires à déconseiller aux grands nerveux, Paris, Pocket no 1818 (1981)  (ISBN 2-266-00989-3)
- The Eel (1958)
- To Be Found and Read (1958) Publié en français sous le titre Aveux complets, Paris, Opta, Mystère magazine no 136 (mai 1959)
- The Night of the Earthquake (1959)
- Full Circle (1960)
- Laughing Moths (1960)
- The Careful Murderer (1960)
- Richardsons, Go Home ! (1961) Publié en français sous le titre Arsenic, Tomates et Peinture jaune, Paris, Fayard, Le Saint détective magazine no 84 (février 1962)
- A Death in the Family (1961) Publié en français sous le titre Un décès dans la famille, dans le recueil Histoires terrifiantes, Paris, Pocket no 1723 (1979)  (ISBN 2-266-00679-7)
- Mrs. Mumpson's Strange Pleasure (1962), aussi titré Mrs. Mumpson's Pleasure Publié en français sous le titre Un cas intéressant, Paris, Fayard, Le Saint détective magazine no 94 (décembre 1962)
- Artur's Story (1963)
- No One Ever Suspected (1963) Publié en français sous le titre Une réussite parfaite, Paris, Opta, Mystère magazine no 188 (septembre 1963) ; réédition dans le recueil Trente Recettes pour crimes parfaits, Nantes, L'Atalante, coll. « Bibliothèque de l'évasion » (1998)  (ISBN 2-84172-091-8)
- The Silver Spoons (1963)
- Mercy Killing (1964) Publié en français sous le titre Euthanasie, Paris, Fayard, Le Saint détective magazine no 114 (août 1964)
- Inside Story (1964)
- A Case for the UN (1964)
- Who Am I ? (1964) Publié en français sous le titre Qui suis-je ?, Paris, Fayard, Le Saint détective magazine no 120 (février 1965)
- The Poison Necklace (1965) Publié en français sous le titre Le Collier empoisonné, Paris, Opta, L'Anthologie du mystère no 8 (mars 1966)
- Aversion (1965)
- Right the Wrong (1965) Publié en français sous le titre Réparation, Paris, Fayard, Le Saint détective magazine no 133 (mars 1966)
- Nameless Enemy (1966)
- The Vandals (1966) Publié en français sous le titre Les Vandales, Paris, Fayard, Le Saint détective magazine no 143 (janvier 1967)
- The Net (1966)
- At the Eleventh Hour (1966) Publié en français sous le titre À la onzième heure, Paris, Opta, Mystère magazine no 230 (mars 1967)
- A Question of Graffiti (1967)
- Something Rotten... (1967) Publié en français sous le titre Quelque chose de pourri, Paris, Fayard, Le Saint détective magazine no 150 (août 1967)
- The Impersonation Murder Case (1967) Publié en français sous le titre Meurtre par personne interposée, Paris, Opta, Mystère magazine no 248 (octobre 1968)
- The Malley System (1967) Publié en français sous le titre Le Système Malley, dans l'anthologie Dangereuses Visions, Paris, J'ai lu no 626 (1975)
- The Ptarmigan Knife (1968) Publié en français sous le titre Le Meurtre de Cro-Magnon, Paris, Opta, Mystère magazine no 253 (mars 1969)
- The Crack (1969)
- Waiting for the Ax (1969) Publié en français sous le titre En attendant le couperet, Paris, Opta, Mystère magazine no 266 (avril 1970)
- Top and Toy (1970) Publié en français sous le titre Poupon et Poupette,Paris, Opta, Alfred Hitchcock magazine no 149 (octobre 1973)
- Tangled Web (1970)
- The Most Unkindest Cut (1971)
- The Ubiquitous Heir (1971)
- No Loose Ends (1971) Publié en français sous le titre Post Mortem, dans le recueil Histoires à lire toutes lumières allumées, Paris, Pocket no 1816 (1980)  (ISBN 2-266-00918-4)
- Triple Cross (1971)
- The Incident Corpse (1972)
- Turnabout (1972) Publié en français sous le titre Manège, Paris, Opta, Mystère magazine no 292 (juin 1972)
- April Story (1972) Publié en français sous le titre Chanson d'avril, Paris, Opta, Mystère magazine no 295 (septembre 1972)
- The Elephant Train Caper (1972)
- Number One Suspect (1972)
- The Inelegant Conspiracy (1973)
- Only a Little Crime (1973) Publié en français sous le titre Un petit délit insignifiant, Paris, Opta, Alfred Hitchcock magazine no 166 (mars 1976)
- Murder in Green (1973) Publié en français sous le titre Avez-vous déjà rencontré des plantes heureuses ?, Paris, Opta, Mystère magazine no 331 (septembre 1975)
- Murder by Person or Persons Unknown (1973) Publié en français sous le titre Je suis un assassin bienheureux, Paris, Opta, Mystère magazine no 318 (août 1974)
- Declaration of Independence (1974)
- Eyewitness (1975)

### Autres publications
- Love-Children: A Book of Illustrious Illegitimates (1931)
- Bellamy's Looking Backward (1944)
- Facts You Should Know About California (1945)
- California (1946)
- They Were San Franciscans (1947)
- Psychologist Unretired: the life pattern of Lillien J. Martin (1948)
- Up-Hill All The Way: The Life of Maynard Shipley (1956)
- The Overbury Affair: The Murder Trial That Rocked The Court Of King James I (1960) - Prix Edgar-Allan-Poe 1961
- Stone Walls: Prisons from Fetters to Furloughs (1962)
- Penultimates (1962)
- Murderers Sane and Mad: Case Histories in the Motivation and Rationale of Murder (1965)
- Thomas Moore - Twayne's English Authors Series (1967)
- The Real Bonnie and Clyde (1968)
- The Real Ma Barker (1970)

## Filmographie

### Adaptations à la télévision
- 1951 : Beyond the Sea of Death, épisode de la série télévisée américaine The Web (en), adaptation de la nouvelle Beyond the Sea of Death
- 1958 : Death Sentence, épisode de la série télévisée américaine Alfred Hitchcock présente réalisé par Paul Henreid, adaptation de la nouvelle Death Sentence
- 1964 : Beyond the Sea of Death, épisode de la série télévisée américaine Suspicion réalisé par Alf Kjellin, adaptation de la nouvelle Beyond the Sea of Death
- 1971 : Death in the Family, épisode de la série télévisée américaine Night Gallery réalisé par Jerrold Freedman et Jeannot Szwarc, adaptation de la nouvelle A Death in the Family
- 1973 : Farewell to the Faulkners, épisode de la série télévisée britannique Les Mystères d'Orson Welles réalisé par Peter Sykes, adaptation de la nouvelle Farewell to the Faulkners

### Sources
: document utilisé comme source pour la rédaction de cet article.
- Claude Mesplède (dir.), Dictionnaire des littératures policières, vol. 1 : A - I, Nantes, Joseph K, coll. « Temps noir », 2007, 1 054 (ISBN 978-2-910-68644-4, OCLC 315873251), p. 553